# Grand Prix d'Auteuil
Le Grand Prix d'Auteuil était une course sur piste, épreuve de demi-fond derrière grosses motocyclettes, couru au Parc des Princes.
Ne pas confondre avec :
- Grand Prix d'Auteuil de vitesse
- La Grande Course de Haies d'Auteuil ou Grand Steeple-Chase d'Auteuil, course hippique.

## Palmarès
| Année | Vainqueur          | Deuxième          | Troisième       | Distance                              |
| 1916  | Eugène Bruni       | Louis Darragon    | Woody Hedspath  |                                       |
| 1917  | Léon Didier        | Paul Suter        | Henri Contenet  | 60 km en deux manches de 10 et 50 km  |
| 1918  | Léon Didier        | Georges Sérès     | Marcel Godivier | 60 km en deux manches de 10 et 50 km. |
| 1919  | Victor Linart      | Georges Sérès     | Henri Fossier   | 1 heure (69,370 km)                   |
| 1920  | Émile Aerts        | Marcel Godivier   | Charles Verkeyn | 80 km                                 |
| 1921  | Victor Linart      | Henri Fossier     | Daniel Lavalade |                                       |
| 1922  | Paul Suter         | Émile Aerts       | Gustave Ganay   | 80 km                                 |
| 1923  | Georges Sérès      | Victor Linart     | Robert Grassin  | 80 km.                                |
| 1924  | Victor Linart      | Jules Miquel      | Georges Sérès   | deux séries de 20 km, finale de 40 km |
| 1925  | Émile Aerts        | Ernest Catudal    | Jean Brunier    | 100 km                                |
| 1926  | Émile Aerts        | Georges Paillard  | André Jubi      | 100 km                                |
| 1927  | annul. (pluie)     |                   |                 | 100 km                                |
| 1928  | —                  | —                 | —               | —                                     |
| 1929  | —                  | —                 | —               | —                                     |
| 1930  | Georges Paillard   | Charles Lacquehay | Erich Möller    | 100 km                                |
| 1931  | pas organisé       |                   |                 |                                       |
| 1932  | Georges Paillard   | Jean Maréchal     | Franz Dülberg   | deux manches de 50 km                 |
| 1933  | —                  | —                 | —               | —                                     |
| 1934  | —                  | —                 | —               | —                                     |
| 1935  | Alexis Blanc-Garin | Robert Grassin    | Aimé Constant   | manches de 20, 30 et 40 km            |
| 1936  | —                  | —                 | —               | —                                     |
| 1937  | —                  | Charles Lacquehay | —               | trois manches de 30 km.               |
| 1938  | Edoardo Severgnini | Josy Kraus        | August Meuleman | 100 km                                |
| 1939  | —                  | —                 | —               | —                                     |
| 1940  | —                  | —                 | —               | —                                     |
| 1941  | Ernest Terreau     | Elia Frosio       | August Meuleman | deux manches de 50 km                 |
| 1942  | —                  | —                 | —               | —                                     |
| 1943  | Ernest Terreau     | Jacques Besson    | Raoul Lesueur   | —                                     |